# Noviherbaspirillum aerium
Noviherbaspirillum aerium es una especie de  bacteria gramnegativa del género Noviherbaspirillum. Fue descrita en el año 2020. Su etimología hace referencia al aire. Es aerobia y móvil por flagelo polar. Tiene un tamaño de 0,7-0,9 μm de ancho por 1,6-2,1 μm de largo. Forma colonias circulares, lisas, semitransparentes y de color naranja pálido en agar TSA. También crece en agar NA y R2A, pero no en MA. Temperatura de crecimiento entre 4-37 °C, óptima de 28 °C. Catalasa positiva y oxidasa negativa. Tiene un genoma de 7,3 Mpb y un contenido de G+C de 60,1%. Se ha aislado del aire en la montaña Xiangshan, en China.